# Pygophora plumifera
Pygophora plumifera är en tvåvingeart som först beskrevs av Jacques-Marie-Frangile Bigot 1885.  Pygophora plumifera ingår i släktet Pygophora och familjen husflugor. Inga underarter finns listade i Catalogue of Life.